# گرودکوویتسه
گرودکوویتسه (به لهستانی:  Grodkowice) یک روستا در لهستان است که در گمینا کوای واقع شده‌است.
 گرودکوویتسه  ۳۹۰ نفر جمعیت دارد و ۱۲۰ متر بالاتر از سطح دریا واقع شده‌است.